# Station Wisła Uzdrowisko
Station Wisła Uzdrowisko is een spoorwegstation in de Poolse plaats Wisła.